# Macrocentrus pectoralis
Macrocentrus pectoralis är en stekelart som beskrevs av Léon Abel Provancher 1880. Macrocentrus pectoralis ingår i släktet Macrocentrus och familjen bracksteklar. Inga underarter finns listade i Catalogue of Life.